# Bicicletă orizontală

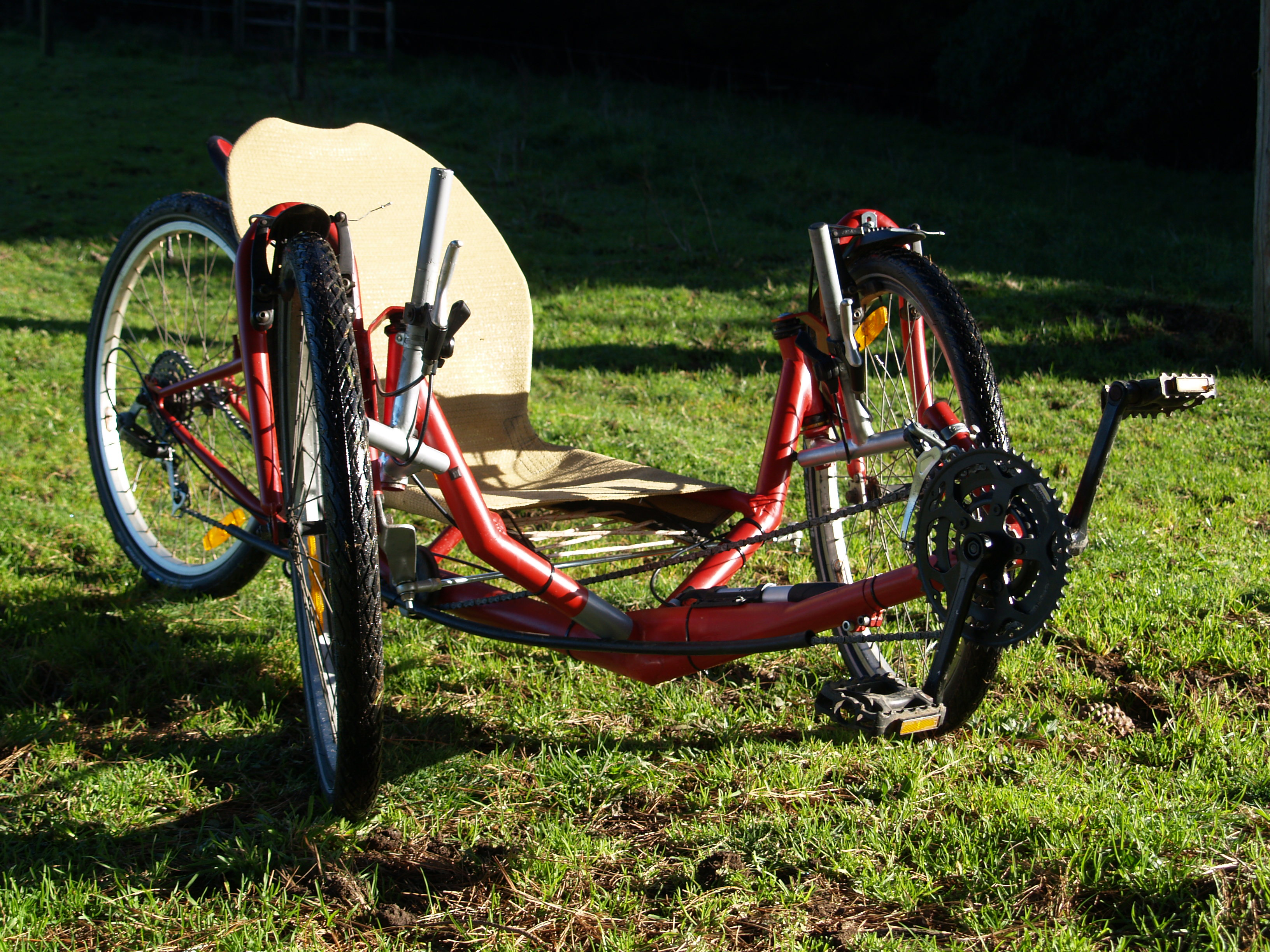
Un exemplu de bicicletă fabricată de 24" MTBs

Bicicletele orizontale (numite uneori și biciclete "recumbente") sunt un tip de biciclete cu poziția așezată a scaunului biciclistului. Permit atingerea unor viteze cicliste mai mari ca la bicicletele standard prin coeficientul aerodinamic  mai  bun și avantaje la pedalare prin situarea scaunului conform ergonomiei.